# Kurtlar Vadisi
 Pour plus de détails, voir Fiche technique et Distribution
Kurtlar Vadisi est une série turque, créée par Osman Sınav et écrite par Raci Şaşmaz.

## Séries télévisées

### Kurtlar Vadisi(2003–2005)
Serie turque de 4 saisons débuté sur Show TV le 15 janvier 2003, et s'est terminée par le 97e épisode le 29 décembre 2005.

### Kurtlar Vadisi Terör (2007)
Lancée en 2007, la série portait sur les actes terroristes en Turquie. Elle a été retirée des ondes par RTÜK après son deuxième épisode, en raison de critiques avant sa diffusion et d'allégations selon lesquelles elle aurait reçu des réaction pour empêcher sa diffusion.

### Kurtlar Vadisi Pusu (2007–2016)
La série, composée de 10 saisons, a été diffusée pour la dernière fois au 300e épisode le 16 juin 2016. Plus tard, alors que ses audiences baissaient, elle n'a pas pu parvenir à un accord avec les chaînes de télévision et a été retirée de la diffusion.

## Films

### Kurtlar Vadisi Irak(2006)
Premier film sortie en 2006 réalisé par Serdar Akar.

### Muro: Nalet Olsun İçimdeki İnsan Sevgisine(2008)
Deuxième film sortie en 2008 réalisé par Zübeyr Şaşmaz.

### Kurtlar Vadisi Gladio (2009)
Troisième film sortie en 2009 réalisé par Sadullah Şentürk.

### Kurtlar Vadisi Filistin(2011)
Quatrième film sortie en 2011 réalisé par Zübeyr Şaşmaz.

### Kurtlar Vadisi Vatan (2017)
Cinquième film sortie en 2017 réalisé par Necati Şaşmaz.

## Distribution
| Personnages            | Séries télévisées et films (par ordre chronologique) | Séries télévisées et films (par ordre chronologique) | Séries télévisées et films (par ordre chronologique) | Séries télévisées et films (par ordre chronologique) | Séries télévisées et films (par ordre chronologique) | Séries télévisées et films (par ordre chronologique) | Séries télévisées et films (par ordre chronologique) | Séries télévisées et films (par ordre chronologique) |
| Personnages            | Kurtlar Vadisi (2003–2005)                           | Kurtlar Vadisi Irak (2006)                           | Kurtlar Vadisi Terör (2007)                          | Kurtlar Vadisi Pusu (2007–2016)                      | Muro: Nalet Olsun İçimdeki İnsan Sevgisine (2008)    | Kurtlar Vadisi Gladio (2009)                         | Kurtlar Vadisi Filistin (2011)                       | Kurtlar Vadisi Vatan (2017)                          |
| ---------------------- | ---------------------------------------------------- | ---------------------------------------------------- | ---------------------------------------------------- | ---------------------------------------------------- | ---------------------------------------------------- | ---------------------------------------------------- | ---------------------------------------------------- | ---------------------------------------------------- |
| Personnages principaux |                                                      |                                                      |                                                      |                                                      |                                                      |                                                      |                                                      |                                                      |
| Polat Alemdar          | Necati Şaşmaz                                        | Necati Şaşmaz                                        | Necati Şaşmaz                                        | Necati Şaşmaz                                        |                                                      |                                                      | Necati Şaşmaz                                        | Necati Şaşmaz                                        |
| Memati Baş             | Gürkan Uygun                                         | Gürkan Uygun                                         | Gürkan Uygun                                         | Gürkan Uygun                                         |                                                      |                                                      | Gürkan Uygun                                         |                                                      |
| Abdülhey Çoban         | Kenan Çoban                                          | Kenan Çoban                                          | Kenan Çoban                                          | Kenan Çoban                                          |                                                      |                                                      | Kenan Çoban                                          |                                                      |
| Erhan Ufuk             | Erhan Ufak                                           | Erhan Ufak                                           | Erhan Ufak                                           | Erhan Ufak                                           |                                                      |                                                      |                                                      | Erhan Ufak                                           |
| Halil İbrahim Kapar    | Sönmez Atasoy                                        |                                                      | Sönmez Atasoy                                        | Sönmez Atasoy                                        |                                                      |                                                      |                                                      |                                                      |
| Cahit Kaya             |                                                      |                                                      |                                                      | Cahit Kayaoğlu                                       |                                                      |                                                      |                                                      | Cahit Kayaoğlu                                       |
| Yasin                  |                                                      |                                                      |                                                      | Ertuğrul Şakar                                       |                                                      |                                                      |                                                      | Ertuğrul Şakar                                       |
| Ömer Candan            | Emin Olcay                                           |                                                      | Emin Olcay                                           | Emin Olcay                                           |                                                      |                                                      |                                                      |                                                      |
| Nazife Candan          | Serpil Tamur                                         |                                                      | Serpil Tamur                                         | Serpil Tamur                                         |                                                      |                                                      |                                                      |                                                      |
| Hikmet Altın           | Erdem Ergüney                                        |                                                      | Erdem Ergüney                                        | Erdem Ergüney                                        |                                                      |                                                      |                                                      |                                                      |
| Eren Eylül             | Kerem Fırtına                                        |                                                      | Kerem Fırtına                                        | Kerem Fırtına                                        |                                                      |                                                      |                                                      |                                                      |
| Nevzat Yakışırbey      | Nevzat Yakışırboy                                    |                                                      | Nevzat Yakışırboy                                    | Nevzat Yakışırboy                                    |                                                      |                                                      |                                                      |                                                      |
| Hasan Pürmüz           | Fatih Kaçan                                          |                                                      | Fatih Kaçan                                          | Fatih Kaçan                                          |                                                      |                                                      |                                                      |                                                      |
| Alper Özgenç           | Tarkan Tüzmen                                        |                                                      | Tarkan Tüzmen                                        | Tarkan Tüzmen                                        |                                                      |                                                      |                                                      |                                                      |
| Safiye Karahanlı       | Begüm Kütük                                          |                                                      |                                                      | Gaye Gürsel                                          |                                                      |                                                      |                                                      |                                                      |
| Nesrin Çakır           | İpek Tenolcay                                        |                                                      |                                                      | İpek Tenolcay                                        |                                                      |                                                      |                                                      |                                                      |
| Pusat Çakır            | Sertan Karaağaç                                      |                                                      |                                                      | Görkem Sevindik                                      |                                                      |                                                      |                                                      |                                                      |
| Selvi Çakır            | Büşra Ayaydın                                        |                                                      |                                                      | Pınar Tuncegil                                       |                                                      |                                                      |                                                      |                                                      |
| Tilki Andrei           | Orhan Edip Ertürk                                    |                                                      |                                                      | Orhan Edip Ertürk                                    |                                                      |                                                      |                                                      |                                                      |
| İskender Büyük         |                                                      |                                                      |                                                      | Musa Uzunlar                                         |                                                      | Musa Uzunlar                                         |                                                      |                                                      |
| Murat                  |                                                      |                                                      |                                                      | Mustafa Üstündağ                                     | Mustafa Üstündağ                                     |                                                      |                                                      |                                                      |
| Çetin                  |                                                      |                                                      |                                                      | Şefik Onatoğlu                                       | Şefik Onatoğlu                                       |                                                      |                                                      |                                                      |
| Yıldırım               |                                                      |                                                      |                                                      | Eray Türk                                            | Eray Türk                                            |                                                      |                                                      |                                                      |
| Tuncay Kantarcı        | Osman Wöber                                          |                                                      |                                                      | Osman Wöber                                          |                                                      |                                                      |                                                      |                                                      |
| Edward                 | Alpay Özdoğancı                                      |                                                      |                                                      | Alpay Özdoğancı                                      |                                                      |                                                      |                                                      |                                                      |
| Professeur             | Mauro Martino                                        |                                                      |                                                      | Mauro Martino                                        |                                                      |                                                      |                                                      |                                                      |
| Amon                   | Andy García                                          |                                                      |                                                      | Andy García                                          |                                                      |                                                      |                                                      |                                                      |